# 원주여자고등학교
원주여자고등학교(原州女子高等學校)는 대한민국 강원특별자치도 원주시 반곡동에 있는 공립 고등학교이다.

## 학교 연혁
- 1945년 9월 21일 : 신명여학교(사립) 개교
- 1946년 10월 31일 : 원주여자초급중학교로 개칭
- 1950년 6월 1일 : 학제 개편으로 4년제 원주여자상업중학교로 교명 개정
- 1951년 9월 1일 : 학제 개편으로 원주여자 중학교와 원주여자 상업 고등학교로 분리
- 1968년 12월 3일 : 원주여자종합고등학교로 개칭
- 1970년 3월 10일 : 중학교와 고등학교로 분리(중 21, 고 15학급)
- 1973년 9월 17일 : 원주여자고등학교로 개칭(주간 18, 야간 3학급)
- 1978년 1월 23일 : 원주여자중학교 분리 이전
- 1983년 8월 31일 : 본관 교사 개축
- 1995년 9월 21일 : 개교 50주년 기념 행사 개최(진달래관 준공, 동문체육대회, 진달래축제)
- 2004년 3월 16일 : 33학급으로 증설 인가
- 2013년 9월 13일 : 신축교사 준공식 거행
- 2024년 9월 1일 : 제25대 강회진 교장 부임
- 2025년 1월 3일 : 제73회 졸업식 거행 (졸업생 282명, 총 졸업생 26,133명)
- 2025년 3월 4일 : 2025학년도 제76회 신입생 290명 입학

## 참고 자료
- 원주여자고등학교 - 한국교육학술정보원 학교알리미